# István Görgényi
István Görgényi (Budapest, 2 novembre 1946) è un ex pallanuotista ungherese, vincitore di una medaglia d'argento a Monaco 1972 e di un oro ed un argento sia ai mondiali, sia agli europei. Vinse tre campionati ungheresi (due con il Vasas ed uno con l'Ujpest), con il Nizza conquistò tre campionati francesi, mentre con la nazionale femminile australiana si classificò al secondo posto nella Coppa del Mondo 1999 e  vinse l'oro a Sidney 2000.